# İlker Tuzcu
İlker Tuzcu (geboren am 15. Juli 1993) ist ein türkischer Badmintonspieler. Er startet wegen eines verkürzten rechten Arms im Parabadminton in der Startklasse SU5 im Einzel und Doppel.

## Sportliche Laufbahn
İlker Tuzcu kam 2004 auf den Rat eines Sportlehrers, der auch die Trainingsgebühr bezahlte, zum Badminton. Bis 2009 spielte er gemeinsam mit Nichtbehinderten und anschließend im Parabadminton. Bei der Badminton-Weltmeisterschaft für Behinderte 2011 in Guatemala-Stadt unterlag Tuzcu im Einzel-Finale seinem malaysischen Gegner Cheah Liek Hou. Im Doppel-Halbfinale scheiterte er mit seinem Partner Tunahan Eser an dem malaysischen Duo Liek Hou Cheah und Suhaili Laiman. 2012 wurde Tuzcu bei der Badminton-Europameisterschaft für Behinderte in Dortmund durch einen Finalsieg über den Polen Bartłomiej Mróz erstmals Europameister. Auch im Doppel, das wegen der geringen Teilnehmerzahl als Rundenturnier mit Frauen und Männern ausgetragen wurde, holte er sich mit dem Russen Mikhail Chiviksin Gold. Im Doppelwettbewerb der WM 2013, ebenfalls in Dortmund, trafen Bartłomiej Mróz und Tuzcu im Finale auf Liek Hou Cheah und Suhaili Laiman und unterlagen in zwei Sätzen. Im Einzel-Finale der Parabadminton-EM 2014 in Murcia konnte Tuzcu mit einem Sieg über Bartłomiej Mróz seinen Titel verteidigen. Im Doppel siegte er mit Mróz über das israelisch-französische Team Eyal Bachar und Colin Kerouanton. Bei der Weltmeisterschaft 2015 in Stoke Mandeville unterlag Tuczu im Einzel-Halbfinale dem späteren Weltmeister Liek Hou Cheah. Im Doppel-Finale scheiterten Tuzcu und Mróz an den Malaysiern Liek Hou Cheah und Hairol Fozi Saaba.
Die Badminton-Europameisterschaft für Behinderte 2016 im niederländischen Beek brachte Tuzcu zwei Goldmedaillen. Im Einzel-Finale bezwang er Bartłomiej Mróz und im Doppel schlug er an der Seite von Mróz das französisch-walisische Duo Méril Loquette und David Jack Wilson. Bei der Badminton-Europameisterschaft für Behinderte 2018 in Rodez verlor Tuzcu im Einzelfinale gegen Mróz. Beide gemeinsam bezwangen im Doppel-Finale das französische Team Méril Loquette und Lucas Mazur.
In den 2020er Jahren trat er international nur noch wenig in Erscheinung. 2020 kam er bei zwei Turnierstarts zu insgesamt einmal Bronze in Peru. 2021 und 2022 war er nur noch jeweils einmal am Start und erreichte bei beiden Veranstaltungen das Viertelfinale.